# Broughton Moor
Broughton Moor är en by och en civil parish i Cumbria i England. Orten har 726 invånare (2001). Den har en kyrka.